# De Tijd
De Tijd (in italiano: Il Tempo) è un quotidiano belga in lingua olandese. È la controparte di lingua olandese del quotidiano L'Echo. Non appare la domenica e il lunedì.

## Storia e profilo
Nato sotto il nome di De Financieel-Economische Tijd nel 1968, nel 2003 è stato ribattezzato De Tijd.
De Tijd è di proprietà di De Persgroep (50%) e Rossel (50%). L'attuale caporedattore di De Tijd è Stephanie De Smedt.
È un tipico quotidiano finanziario che copre economia e affari, mercati finanziari e politica nazionale e internazionale. Il quotidiano è la principale fonte di informazioni per i manager belgi (CIM-survey 2009). È pubblicato dal martedì al sabato senza edizione domenica o lunedì. L'edizione del fine settimana è arricchita da due riviste: Netto, sulla finanza personale e Sabato sullo stile di vita.
Nel marzo 2012 il giornale ha iniziato a essere pubblicato in formato berlinese.
De Tijd è stato nominato Giornale dell'Anno nella categoria dei quotidiani nazionali dal Congresso europeo dei giornali nel 2012.

## Diffusione
De Tijd ha diversificato gli argomenti trattati per mantenere i propri lettori.
| Anno | Diffusione |
| ---- | ---------- |
| 1999 | 63 799     |
| 2000 | 67 209     |
| 2001 | 66 835     |
| 2002 | 59 144     |
| 2003 | 50 109     |
| 2004 | 48 369     |
| 2005 | 47 557     |
| 2006 | 48 751     |
| 2007 | 46 178     |
| 2008 | 47 152     |
| 2009 | 43 110     |
| 2010 | 42 892     |
| 2011 | 40 075     |
| 2012 | 39 201     |

## Slogans
De Tijd  ha spesso cambiato i suoi slogan, soprattutto di recente.
| Anno        | Slogan                                 | Traduzione                                |
| ----------- | -------------------------------------- | ----------------------------------------- |
| 1968 - 1996 | Het Lijfblad van de Manager            | La rivista preferita del manager          |
| 1996 - 2002 | Voorkennis van Zaken                   | La preconoscenza degli affari             |
| 2002 - 2003 | Uit op Inzicht                         | Verso un'intuizione                       |
| 2003 - 2006 | De Essentie                            | L'essenziale                              |
| 2006 - 2007 | Voorkennis van Zaken                   | La preconoscenza degli affari             |
| 2008 - 2010 | Tel mee                                | Contaci                                   |
| Depuis 2010 | Voor belangrijke zaken neemt u De Tijd | Per gli affari importanti, prendi De Tijd |

## Redazione
| Periodo                        | Capiredattori                  |
| De Financieel-Economische Tijd | De Financieel-Economische Tijd |
| ------------------------------ | ------------------------------ |
| 1968 - 1988                    | Eugeen Magiels                 |
| 1988 - 1993                    | Jerry van Waterschoot          |
| 1993 - 1999                    | Hans Maertens                  |
| 1999 - 2003                    | Marc Van Cauteren              |
| De Tijd                        |                                |
| 2003 - 2006                    | Marc Van Cauteren              |
| 2006 - 2007                    | Frederik Delaplace             |
| 2007 - 2009                    | Frank Demets                   |
| 2009 - 2011                    | Pierre Huylenbroeck            |
| 2011 - 2016                    | Isabel Albers                  |
| 2016 - attuale                 | Stephanie De Smedt             |